# Козлов, Михаил Михайлович (футболист)
Михаил Михайлович Козлов (бел. Міхаіл Міхайлавіч Казлоў; род. 12 февраля 1990, Могилёв) — белорусский футболист, полузащитник гродненского «Немана».

## Клубная карьера
С 2008 года играл за дубль могилёвского «Днепра», с 2010 стал попадать в основу. В сезоне 2012 как прочный игрок основы помог клубу победить в Первой лиге.
После выхода в Высшую лигу сохранил прочное место в основе, обычно играл на позиции опорного полузащитника. В сезоне 2014 иногда использовался в качестве флангового защитника.
В январе 2015 года находился на просмотре в солигорском «Шахтёре», но безуспешно. В феврале того же года разорвал контракт с «Днепром» и стал игроком «Витебска».
В составе витебского клуба закрепился в качестве основного опорного полузащитника. В июле-августе 2015 года не играл из-за травмы, но позже вернулся в основной состав. Начало сезона 2016 пропустил из-за очередной травмы и с июня снова стал основным опорным полузащитником. В сезоне 2017 выходил на поле во всех 30 матчах чемпионата Беларуси. В сезонах 2018—2019 годов был одним из основных игроков команды.
17 декабря 2019 года подписал контракт с минским «Динамо». В сезоне 2020 преимущественно появлялся в стартовом составе, в 2021 стал чаще выходить на замену. В январе 2022 года продлил контракт со столичным клубом. В декабре 2022 года покинул минское «Динамо».
В январе 2023 года футболист проходил просмотр в гродненском «Немане». Вскоре тренер гродненского клуба сообщил, что футболист уже присоединился к клубу. Официально клуб сообщил 26 января 2023 года о подписании с футболистом контракта.

### Статистика
| Сезон | Дивизион | Клуб            | Страна                    | Матчи | Голы |
| ----- | -------- | --------------- | ------------------------- | ----- | ---- |
| 2008  | дубль    | Днепр (Могилёв) | Флаг Беларуси (1995—2012) | 21    | 0    |
| 2009  | дубль    | Днепр (Могилёв) | Флаг Беларуси (1995—2012) | 25    | 0    |
| 2010  | Д1       | Днепр (Могилёв) | Флаг Беларуси (1995—2012) | 13    | 0    |
| 2011  | Д1       | Днепр (Могилёв) | Флаг Беларуси (1995—2012) | 32    | 0    |
| 2012  | Д2       | Днепр (Могилёв) | Флаг Беларуси             | 27    | 0    |
| 2013  | Д1       | Днепр (Могилёв) | Флаг Беларуси             | 31    | 0    |
| 2014  | Д1       | Днепр (Могилёв) | Флаг Беларуси             | 29    | 1    |
| 2015  | Д1       | Витебск         | Флаг Беларуси             | 18    | 2    |
| 2016  | Д1       | Витебск         | Флаг Беларуси             | 18    | 0    |
| 2017  | Д1       | Витебск         | Флаг Беларуси             | 30    | 1    |
| 2018  | Д1       | Витебск         | Флаг Беларуси             | 24    | 2    |
| 2019  | Д1       | Витебск         | Флаг Беларуси             | 26    | 0    |
| 2020  | Д1       | Динамо (Минск)  | Флаг Беларуси             | 21    | 2    |
| 2021  | Д1       | Динамо (Минск)  | Флаг Беларуси             | 22    | 0    |

## Международная карьера
Сыграл один матч за молодёжную сборную Беларуси.

## Достижения
«Неман» Гродно
- Обладатель Кубка Беларуси (2): 2023/24, 2024/25.